# Народно социално движение
Народно социално движение (НСД) е популярното, но неофициално име на Демократически сговор (Александър Цанков), наричан още Синия сговор – крайнодясна политическа партия в България през 1932 – 1944 година, получила известност и като „Цанково движение“. Заема националистически позиции.

## История
Народното социално движение води началото си от крилото на основания след Деветоюнския преврат Демократически сговор, водено от Александър Цанков. Цанков, който оглавява правителството на Сговора от 1923 година, влиза в конфликт с други влиятелни фигури в организацията, като Иван Вълков и Андрей Ляпчев. През 1926 година той е отстранен от премиерския пост и оглавява вътрешната опозиция в партията, но през 1930 година постига компромис с Ляпчев и става министър на просветата. След като Демократическият сговор губи изборите през 1931 година, разногласията отново се засилват и през 1932 година Цанков се отделя в самостоятелна партия – Народно социално движение.
През декември 1933 година към Движението се присъединява нова група от Демократическия сговор – Андрей Ляпчев, включваща Славейко Василев, Тодор Кожухаров, Никола Кемилев. В началото на следващата година в организацията се включват още общественици, като звенарят Димо Казасов, земеделците Константин Томов и Христо Манолов, сговористът Христо Статев.
Успехите в общинските избори от март 1934 г. (в които взема 11,5% от гласовете), го подтикват към непосредствено завземане на политическата власт в страната. За целта по подобие на Бенито Мусолини от края на октомври 1922 г., НСД планира за 21 май 1934 г. „поход към София“, но е изпреварен от звенарите, които предния ден извършват държавен преврат. След последвалата забрана на политическите партии в страната движението продължава да води полулегален живот. Скоро следва и разцепление, като част от неговите ръководни дейци, като Христо Калфов, Иван Русев и др., се ориентират към сътрудничество с деветнадесетомайците.
Въпреки че отделни представители на движението участват, макар и временно, в управлението на страната, неговият лидер проф. Александър Цанков е държан настрана от властта поради опасенията на цар Борис III от диктаторските му прийоми и голямата близост с Берлин. НСД заема твърди опозиционни позиции, като смекчава антидемократичните си позиции, но постепенно губи влияние, изместено от по-радикалните крайнодесни организации.
В навечерието на 9 септември 1944 движението се готви за нов държавен преврат в страната, но рязко променената обстановка след обявяването на война от СССР проваля тези му намерения, а водачът му проф. Александър Цанков бърза да избяга от страната. След 9 септември 1944 г. привърженици на движението формират конспиративни групи против отечественофронтовската власт, но бързо са ликвидирани. Печатни органи: в. „Демократически сговор“ (Цанков), в. „Нова България“, в. „Слово“.

## Идеология и структура
Народното социално движение възприема организационната структура и идеи на италианските фашисти, но след идването на Адолф Хитлер на власт в Германия (януари 1933 г.) се преориентира към германския националсоциализъм. Ратува за силна „надпартийна власт“, за решаващата роля на „водача“, за активната намеса на държавата в стопанския и социалния живот, за намаляване ролята на парламента в държавното управление и др.
Историкът Николай Поппетров сочи, че НСД симпатизираща на италианския фашизъм и националсоциализма, въпреки декларираната нужда за създаване на „наше собствено чисто българско движение“. Според Поппетров характерът на партията също издава това:
| „ | Интензивното създаване на партийни поделения – младежка организация, профсъюзи, интелектуалски кръг привърженици и пр., създаването на силен култ към водача, оформянето на охранителна служба, лансираните представи за реформи в политическия и стопанския живот, претенциите на НСД да бъде единствената ръководеща страната сила, обаче показва значително влияние на националсоциалистическата практика. […] Цанков и сътрудниците му успяват да изградят масова политическа организация, добре функционираща и с приемлива за значителни по мащаб социални среди програма. В нея авторитарното и фашисткото добре се вписват в структурата и идеологията на партията. | “ |

Различни изследователи подчертават и профашистките и пронацистки идеи и декларации на една от основните фигури в сговора – Александър Цанков.

### На български
- Поппетров, Н. (съставител) (2009). Социално наляво, национализмът – напред. Програмни и организационни документи на български авторитаристки националистически формации. София: ИК „Гутенберг“. ISBN 978-954-617-060-6
- Цанков, А. (1932). Нашият път. [Програмна реч, произнесена на 12.06.1932 г. в София, театър Ренесанс]. София: Демократически сговор/печатница „Книпеграф“

### На английски
- Bell, J.D. (1999). The Radical Right In Bulgaria. In: S.P. Ramet (ed.), The Radical Right: In Central and Eastern Europe Since 1989. University Park, PA: Penn State Press. ISBN 978-0-271-04379-1
- Shurbanov, A. & Sokolova, B. (2001). Painting Shakespeare red: an East-European appropriation. Newark London: University of Delaware Press Associated University Presses. ISBN 978-0-87413-726-2